# MDFI
MDFI (англ. MyoD family inhibitor) – білок, який кодується однойменним геном, розташованим у людей на короткому плечі 6-ї хромосоми. Довжина поліпептидного ланцюга білка становить 246 амінокислот, а молекулярна маса — 25 029.
| 10         |  | 20         |  | 30         |  | 40         |  | 50         |
| ---------- |  | ---------- |  | ---------- |  | ---------- |  | ---------- |
| MYQVSGQRPS |  | GCDAPYGAPS |  | AAPGPAQTLS |  | LLPGLEVVTG |  | STHPAEAAPE |
| EGSLEEAATP |  | MPQGNGPGIP |  | QGLDSTDLDV |  | PTEAVTCQPQ |  | GNPLGCTPLL |
| PNDSGHPSEL |  | GGTRRAGNGA |  | LGGPKAHRKL |  | QTHPSLASQG |  | SKKSKSSSKS |
| TTSQIPLQAQ |  | EDCCVHCILS |  | CLFCEFLTLC |  | NIVLDCATCG |  | SCSSEDSCLC |
| CCCCGSGECA |  | DCDLPCDLDC |  | GILDACCESA |  | DCLEICMECC |  | GLCFSS     |

A: Аланін

C: Цистеїн

D: Аспарагінова кислота

E: Глутамінова кислота

F: Фенілаланін

G: Гліцин

H: Гістидин

I: Ізолейцин

K: Лізин

L: Лейцин

M: Метіонін

N: Аспарагін

P: Пролін

Q: Глутамін

R: Аргінін

S: Серин

T: Треонін

V: Валін

Кодований геном білок за функцією належить до білків розвитку. 
Задіяний у такому біологічному процесі, як диференціація клітин. 
Локалізований у цитоплазмі, ядрі.